# Campodarsego

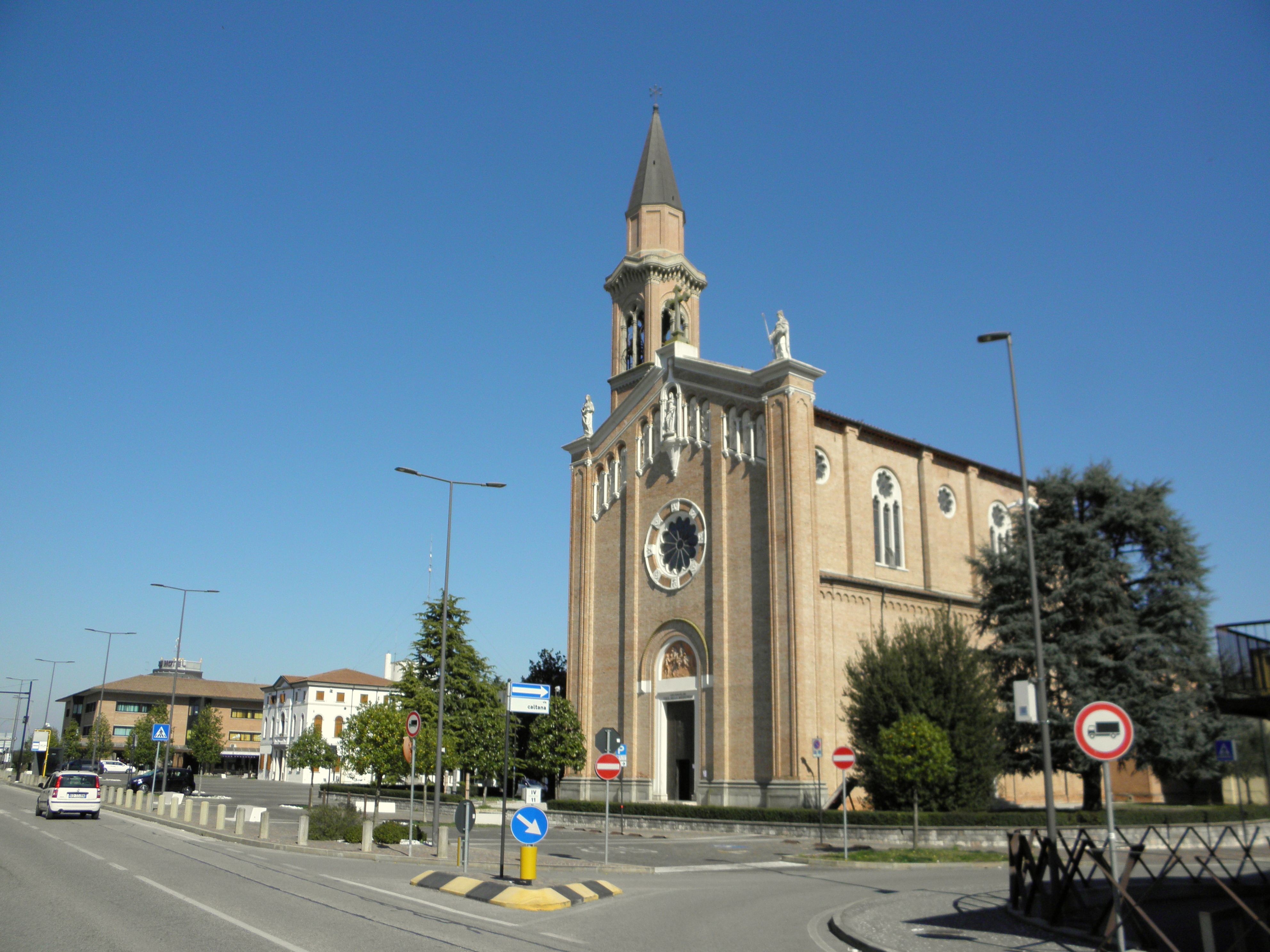
De kerk op het kruispunt via Antoniana-via Caltana in Campodarsego.

Campodarsego is een gemeente in de Italiaanse provincie Padua (regio Veneto) en telt 12.209 inwoners (31-12-2004). De oppervlakte bedraagt 25,6 km², de bevolkingsdichtheid is 477 inwoners per km².
De volgende frazioni maken deel uit van de gemeente: Sant'Andrea, Bronzola, Fiumicello, Reschigliano, Bosco del Vescovo.

## Demografie
Campodarsego telt ongeveer 4117 huishoudens. Het aantal inwoners steeg in de periode 1991-2001 met 9,7% volgens cijfers uit de tienjaarlijkse volkstellingen van ISTAT.
| Jaar | Inwoneraantal |
| ---- | ------------- |
| 1991 | 10.462        |
| 2001 | 11.474        |

## Geografie
Campodarsego grenst aan de volgende gemeenten: Borgoricco, Cadoneghe, San Giorgio delle Pertiche, Vigodarzere, Vigonza, Villanova di Camposampiero.